# Inverness, Kalifornien
Inverness är en ort i Marin County, Kalifornien, USA.